# Rivière du Chat
Pour les articles homonymes, voir Chat (homonymie).
La rivière du Chat coule entièrement dans la municipalité de Saint-Narcisse-de-Rimouski, dans la municipalité régionale de comté (MRC) de Rimouski-Neigette, dans la région administrative du Bas-Saint-Laurent, au Québec, au Canada.

## Géographie
Prenant sa source du côté sud du village de Saint-Narcisse-de-Rimouski, la rivière du Chat coule d'abord en traversant le village  puis s'écoule dans une plaine forestière et agricole. Elle se déverse dans un coude de rivière sur la rive droite de la rivière Rimouski ; de là, cette dernière coule vers le nord, jusqu'à la rive sud du fleuve Saint-Laurent où elle se déverse au cœur de la ville de Rimouski.
À partir du lac Santerre, au sud du centre du village de Saint-Narcisse-de-Rimouski, la rivière coule sur environ 11 km, répartis selon les segments suivants :
- vers le nord-ouest, dans la municipalité de Saint-Narcisse-de-Rimouski, jusqu'au pont du chemin Duchénier ;
- vers le sud-ouest, jusqu'à la Montée Gobeil, jusqu'à la décharge venant du sud-est de deux petits lacs, jusqu'à la décharge du lac Vert, jusqu'au pont du chemin du Domaine, jusqu'au pont du chemin Duchénier, en recoupant le chemin Duchénier, jusqu'à la rive est du lac Shaw, en traversant le lac Shaw (altitude : 155 m) ;
- vers l'ouest, en formant d'abord une courbe vers le sud, revenant au nord, puis traversant un petit lac (altitude : 153 m) jusqu'à sa décharge ;
- vers le nord-ouest, jusqu'à la décharge (venant du nord-est) du Petit lac Shaw ;
- vers l'ouest, jusqu'à la confluence de la rivière.

## Toponymie
Le toponyme rivière du Chat a été officialisé le 5 décembre 1968 à la Commission de toponymie du Québec.